# Conjecture 3d de Kalai

En géométrie combinatoire , la conjecture 3d de Kalai est une minoration du nombre de faces des polytopes à symétrie centrale, conjecturée par Gil Kalai en 1989.

## Énoncé
Soit P un polytope (convexe) de dimension d, symétrique par rapport à l'origine (c'est-à-dire que si A est un sommet de P, -A en est également un). Notant {\displaystyle f_{k}} le nombre de k-faces de P (on a donc {\displaystyle f_{0}} sommets, {\displaystyle f_{1}}arêtes, etc., et {\displaystyle f_{d}=1}), la minoration conjecturée par Kalai est : {\displaystyle \sum _{k=0}^{d}f_{k}\geq 3^{d}}.

## Exemples

Le cube et l'octaèdre, deux exemples pour lesquels la borne de la conjecture est atteinte.

En dimension 2, les polygones symétriques ont un nombre pair de côtés ; on a donc {\displaystyle f_{0}=f_{1}\geq 4}, et on a bien {\displaystyle f_{0}+f_{1}+f_{2}\geq 4+4+1=9=3^{2}}.
En dimension 3, le cube ({\displaystyle f_{0}=8}, {\displaystyle f_{1}=12} et {\displaystyle f_{2}=6}) et l'octaèdre régulier, son dual ({\displaystyle f_{0}=6}, {\displaystyle f_{1}=12} et {\displaystyle f_{2}=8}) atteignent tous deux le minorant : {\displaystyle f_{0}+f_{1}+f_{2}+f_{3}=6+12+8+1=27=3^{3}}.
En dimensions supérieures, l'hypercube [0,1]d a exactement 3d faces (on peut le voir en remarquant que chaque k-face est déterminée par ses projections sur les d axes de coordonnées ; chaque projection est l'origine, le point 1, ou le segment [0,1], ce dernier cas se produisant k fois). Si la conjecture est vraie, l'hypercube est donc une réalisation du minorant. Plus généralement, tous les polytopes de Hanner (en) (définis par récurrence comme produits cartésiens et duaux de polytopes de Hanner déjà construits) ont exactement 3d faces.

## Résultats partiels
Pour {\displaystyle d\leq 4}, la conjecture est démontrée ; elle est également vraie pour les polytopes simpliciaux (en) (ceux dont toutes les faces sont des simplexes) : elle résulte dans ce cas d'une conjecture de Imre Bárány, démontrée par Richard Peter Stanley, (ces deux articles sont cités par Kalai comme motivation pour sa conjecture). La conjecture a été démontrée pour d'autres classes de polytopes, comme les polytopes de Hansen, mais reste ouverte dans le cas général.
Kalai avait formulé une autre conjecture affirmant que le f-vecteur {\displaystyle (f_{0},f_{1},\dots ,f_{d})} correspondant à P « dominait » le f-vecteur d'au moins un polytope de Hanner H  (de la même dimension), c'est-à-dire qu'en notant {\displaystyle h_{k}} le nombre de k-faces de H, on avait {\displaystyle h_{k}\leq f_{k}} pour tout  k. Mais cette conjecture (qui implique la conjecture 3d) a été réfutée en 2009.